# Yangzhong, Youxi
Yangzhong (kinesiska: 洋中) är en köping i sydöstra Kina. Den ligger i Youxi härad i staden Sanming i provinsen Fujian, omkring 86 kilometer väster om provinshuvudstaden Fuzhou.